# Hotel Leonardo City Tower
Leonardo City Tower Hotel (en hebreo: מלון לאונרדו סיטי טאואר) es un rascacielos ubicado en la ciudad de Ramat Gan, en el distrito de Tel Aviv, Israel, es un hotel, pero también contiene apartamentos residenciales. Fue el edificio más alto de Ramat Gan desde su construcción en 2000, hasta 2001, cuando fue superado por la Torre Moshe Aviv.

## Historia
El Hotel Leonardo City Tower se construyó a partir de un diseño que ganó el primer lugar en un concurso. El ritmo de construcción de la torre fue increíblemente rápido, con un piso construido cada cinco días. El edificio se completó en 2000 y funcionó como Sheraton hasta 2009, cuando se unió a la cadena hotelera Leonardo. El edificio también contiene 200 apartamentos que cuentan con las ventajas del servicio hotelero.

## Apartamentos
Los 200 apartamentos de la torre pueden acceder al servicio del hotel desde abajo, además de tener su propia entrada al edificio a través de un mini-centro comercial. La fachada está revestida de granito y mármol.

## Hotel
El hotel Leonardo City Tower funciona en catorce de los cuarenta y dos pisos de la torre. Por instrucciones de Sheraton, en el edificio no hay piso trece, por lo que el hotel funciona desde el piso cuatro al dieciocho. El hotel cuenta con 167 unidades para huéspedes, incluidas una suite presidencial, 31 suites ejecutivas, 69 habitaciones inteligentes y 66 habitaciones de lujo. El Sheraton City Tower fue el primer hotel de 5 estrellas de Ramat Gan.